# Житія (комуна)
Житія (рум. Jitia) — комуна у повіті Вранча в Румунії. До складу комуни входять такі села (дані про населення за 2002 рік):
- Дялу-Серій (232 особи)
- Житія (464 особи)
- Житія-де-Жос (442 особи)
- Мегура (337 осіб)
- Чербу (243 особи)

Комуна розташована на відстані 137 км на північ від Бухареста, 36 км на захід від Фокшан, 101 км на захід від Галаца, 88 км на схід від Брашова.

## Населення
За даними перепису населення 2002 року у комуні проживали 1718 осіб, усі — румуни. Усі жителі комуни рідною мовою назвали румунську. За віросповіданням усі жителі комуни — православні.